# Marktplatz (Bad Wimpfen)

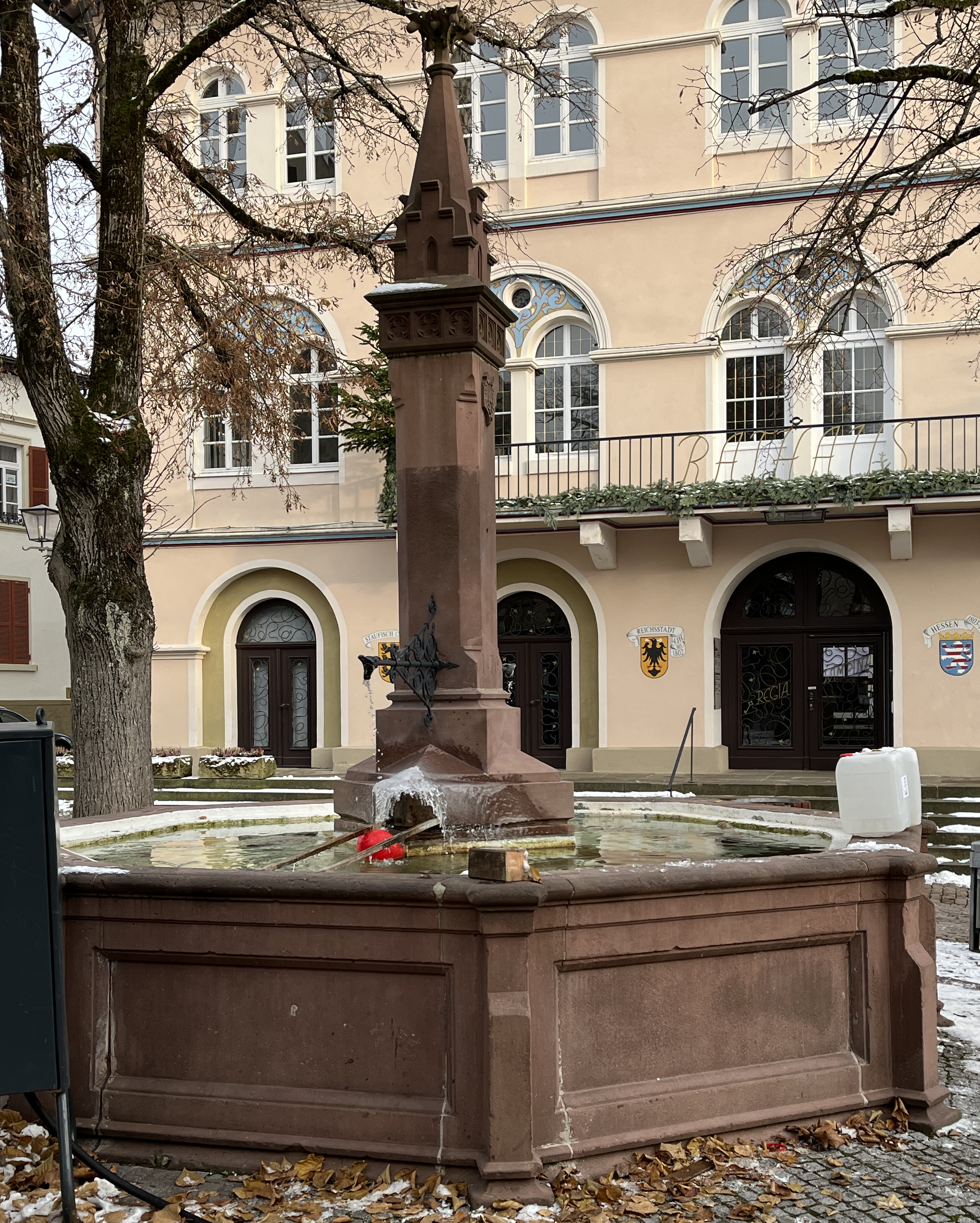
Brunnen am Marktplatz

Der Marktplatz in Bad Wimpfen ist ein zentraler Platz in der Altstadt von Bad Wimpfen. Er ist von historischen Gebäuden umgeben. Seine Ursprünge gehen bis auf das Jahr 1300 zurück.

## Geographie

### Lage und Umgebung
Der Marktplatz liegt neben der Stadtkirche, dem Rathaus und dem Wormser Hof. Angrenzend sind Mathildenbadstraße, Kirchgasse, Salzgasse, Marktrain und Burgviertel.

### Verkehrsanbindung
Der Marktplatz wird an regulären Tagen hauptsächlich als Verkehrsweg und Parkplatz genutzt. Um den Marktbrunnen und entlang der südlichen und östlichen Häuserfront sind Parkplätze angelegt. Der Marktplatz ist von verschiedenen Verkehrsmitteln über Kopfsteinpflaster erreichbar. Es gibt Fahrradständer vor Ort und mehrmals am Tag hält der Bürgerbus.

## Nutzung
Der Marktplatz wird an regulären Tagen hauptsächlich als Verkehrsweg und Parkplatz genutzt. Er ist ein Ort, an dem sich viele Veranstaltungen abspielen, zum Beispiel der Altdeutsche Weihnachtsmarkt, die Lange Kunstnacht oder das Montmartre Flair.